# Ustekinumab
Ustekinumab, được bán dưới tên thương hiệu Stelara, là một kháng thể đơn dòng của con người được sử dụng để điều trị bệnh vẩy nến. Nó cũng được chấp thuận để điều trị bệnh Crohn ở Hoa Kỳ trong số những người không đáp ứng với các phương pháp điều trị truyền thống hơn. Nó đã được tìm thấy không hiệu quả cho bệnh đa xơ cứng.
Nó được sản xuất tại Hà Lan. Nó là một chất đối vận interleukin 12 dưới da và interleukin 23. Đây là những protein xuất hiện tự nhiên điều chỉnh hệ thống miễn dịch và rối loạn viêm qua trung gian miễn dịch.

## Sử dụng trong y tế
Ustekinumab được sử dụng để điều trị bệnh vẩy nến. Điều này bao gồm viêm khớp vẩy nến khi nó ảnh hưởng đến da. Nó được chỉ định để điều trị cho bệnh nhân trưởng thành (18 tuổi trở lên) bị bệnh vẩy nến mảng bám từ trung bình đến nặng (Ps) là những ứng cử viên cho liệu pháp quang trị liệu hoặc hệ thống, và bệnh nhân trưởng thành bị viêm khớp vẩy nến hoạt động (PsA) hoặc kết hợp với methotrexate. Nó cũng đã được phê duyệt để điều trị bệnh Crohn vào tháng 9 năm 2016.

## Tác dụng phụ
Theo thông tin được cung cấp bởi Centocor, nhà sản xuất một loại thuốc dựa trên ustekinumab, phiên bản thuốc của họ có liên quan đến một số loại tác dụng phụ nghiêm trọng. Chúng bao gồm tăng nguy cơ nhiễm trùng, chẳng hạn như bệnh lao và tăng nguy cơ mắc một số loại ung thư. Cũng như một số loại thuốc ức chế miễn dịch khác như ciclosporin, sưng não do hội chứng não có hồi phục sau là một nguy cơ. Công ty dược phẩm cũng báo cáo phản ứng dị ứng nghiêm trọng là tác dụng phụ có thể xảy ra. Tác dụng phụ phổ biến hơn là nhiễm trùng đường hô hấp trên, đau đầu và mệt mỏi.
Các thử nghiệm lâm sàng đã chỉ ra rằng ustekinumab tiêm dưới da thường được dung nạp tốt. Hầu hết các tác dụng phụ điều trị xuất hiện ở mức độ nhẹ.

### Mang thai
Không biết thuốc có an toàn trong khi mang thai hoặc cho con bú.

## Cơ chế hoạt động
Ustekinumab (CNTO 1275) được thiết kế để can thiệp vào việc kích hoạt phản ứng viêm của cơ thể thông qua việc ức chế một số cytokine nhất định. Cụ thể, nó chặn interleukin IL-12 và IL-23 giúp kích hoạt một số tế bào T nhất định. Nó liên kết với tiểu đơn vị p-40 của cả IL-12 và IL-23 để sau đó chúng không thể liên kết với các thụ thể của chúng.

## Lịch sử
Tính đến tháng 1 năm 2007, đã có 5 nghiên cứu được liệt kê bởi NIH liên quan đến CNTO 1275 trên cơ sở đa quốc gia, bao gồm 3 thử nghiệm giai đoạn II và 2 giai đoạn III. Ba nghiên cứu tập trung vào bệnh nhân bị bệnh vẩy nến, một nghiên cứu về viêm khớp vẩy nến và một nghiên cứu về bệnh đa xơ cứng.
Vào ngày 4 tháng 12 năm 2007, Đơn xin cấp phép sinh học (BLA) của Cục quản lý thực phẩm và dược phẩm Hoa Kỳ (FDA) đã được nộp bởi Centocor và Janssen-Cilag International (cộng tác viên) đã nộp Đơn xin cấp phép tiếp thị (MAA) cho Cơ quan y tế châu Âu (MAA) EMEA).
Vào ngày 21 tháng 11 năm 2008, Ủy ban Dược phẩm Châu Âu (CHMP) của Cơ quan Dược phẩm Châu Âu (CHMP) đã thông qua một ý kiến tích cực đối với ustekinumab trong điều trị bệnh vẩy nến mảng vừa đến nặng ở những bệnh nhân trưởng thành không đáp ứng với các liệu pháp hệ thống khác.

## Phê duyệt
Từ năm 2009, Ustekinumab được chấp thuận ở Canada, Châu Âu và Hoa Kỳ để điều trị bệnh vẩy nến mảng vừa đến nặng. Vào ngày 24 tháng 9 năm 2013, FDA đã phê chuẩn việc sử dụng ustekinumab để điều trị viêm khớp vẩy nến.
Vào ngày 12 tháng 12 năm 2008, Cơ quan Y tế Canada đã phê chuẩn việc sử dụng ustekinumab để điều trị bệnh vẩy nến mảng trung bình đến nặng ở bệnh nhân trưởng thành là ứng cử viên cho liệu pháp quang trị liệu hoặc toàn thân.
FDA đã phê duyệt loại thuốc này vào ngày 25 tháng 9 năm 2009 để điều trị cho bệnh nhân trưởng thành bị bệnh vẩy nến mảng vừa đến nặng.
FDA đã phê duyệt loại thuốc này vào tháng 9 năm 2016 để điều trị bệnh Crohn.